# مجلس شيوخ ألاباما
مجلس شيوخ ألاباما (بالإنجليزية: Alabama Senate)‏ هو مجلس شيوخ ولاية ألاباما الأمريكية، وهو المجلس الأعلى في كونغرس ألاباما.

## طالع أيضًا
- كونغرس ألاباما